# Albrecht von Eyb

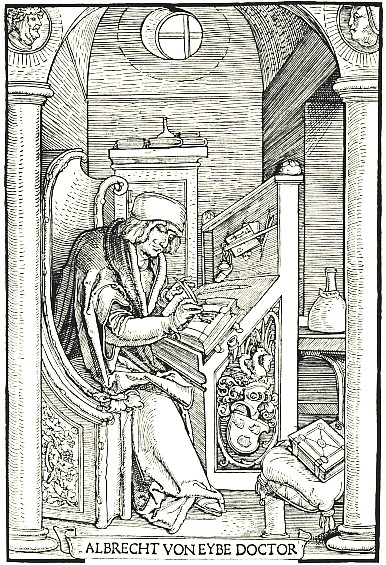
Albrecht von Eyb auf einem Holzschnitt 1521.

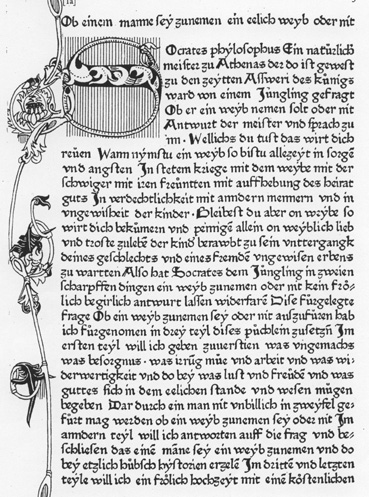
Aus dem Ehebüchlein (Nürnberg 1472)

Albrecht von Eyb (* 24. August 1420 auf Schloss Sommersdorf bei Ansbach, heute zu Burgoberbach; † 24. Juli 1475 in Eichstätt) war ein Jurist und frühhumanistischer deutscher Schriftsteller und Übersetzer.

## Leben
Albrecht, aus dem fränkischen Adelsgeschlecht von Eyb stammend, studierte Theologie und Jura in Erfurt und war ab 1444 Domherr in Eichstätt, ab 1452 in Bamberg und ab 1462 in Würzburg. Allerdings hielt er sich in dieser Zeit vor allem in Italien auf, unter anderem in Bologna (1448, zuletzt 1453 als Rektor), Padua und in Pavia, wo er am 7. Februar 1459 zum Doktor beider Rechte promoviert wurde. In Italien wurde er von der Kultur der Renaissance und vom Humanismus beeinflusst; dort erhielt er 1459 auch den Titel eines Kammerherrn von Papst Pius II. Erst ab Herbst 1459 lebte er wieder dauerhaft in Deutschland, zunächst in Eichstätt unter Johann III. von Eych, dann nach längeren Auseinandersetzungen über die 1462 erlangte Würzburger Pfründe in Würzburg und während der letzten Lebensjahre wieder in Eichstätt und Bamberg.
Bedeutend waren seine Übersetzungen von Novellen des Giovanni Boccaccio und von Komödien des antiken Lustspieldichters Plautus. Ab 1472 erschienen im Druck unter dem Titel Margarita poetica ein vermutlich noch 1459 in Italien abgeschlossenes Florilegium aus antiken und Renaissance-Schriften sowie sein mehrfach aufgelegtes Ehebüchlein: Ob einem manne sey zunemen ein eelichs weyb oder nicht. Letzteres führte zu kontroversen Diskussionen unter den Gelehrten über die Misogamie.
In Burgoberbach, drei Kilometer von seinem Geburtsort entfernt, ist die Grundschule nach ihm benannt.

## Schriften (Auswahl)
- Ob eynem manne sey zunemen ein eelichs weyb oder nicht. Mit einer Einführung zum Neudruck von Helmut Weinacht (=Texte zur Forschung. Band 36). Darmstadt 1984.
- Hiram Kümper (Hrsg.): Das Ehebüchlein. Nach dem Inkunabeldruck der Off. Anton Koberger, Nürnberg, 1472, ins Neuhochdt. übertragen und eingeleitet von Hiram Kümper. Ibidem Verlag, Stuttgart 2008, ISBN 978-3-89821-653-1.
- Gerhard Klecha (Hrsg.): Spiegel der Sitten. Erich Schmidt Verlag, Berlin 1989, ISBN 3-503-01679-1.